# Sclerophylax adnatifolia
Sclerophylax adnatifolia är en potatisväxtart som beskrevs av Fulvio. Sclerophylax adnatifolia ingår i släktet Sclerophylax och familjen potatisväxter. Inga underarter finns listade i Catalogue of Life.